# Socialismo racional
El socialismo racional es una corriente política heterodoxa dentro del socialismo próxima al anarquismo formulada por el sociólogo belga Jean-Guillaume-César-Alexandre-Hippolyte de Colins de Ham, barón de Colins (1783-1859).

## Ámbito y cronología
Tuvo algunos seguidores en Bélgica, Francia, Suiza y España. Se extendió de 1840 a 1945 y tuvo su apogeo entre 1905 y 1914.

## Historia
Colins dictó sus principios en Socialisme rationnel, ou, Association universelle des amis de l'humanité, 1849 y en Qu'est-ce que la science sociale?, 1853 y 1854 (4 volúmenes). Además escribió Science sociale, 1857 (19 vols.), De la souveraineté, 1857 y 1858 (2 vols.) y De la justice dans la science hors l'église et hors la révolution, 1860 (3 vols.). Para difundir su pensamiento editó la revista Philosophie de 'lavenir / Revue internationale du socialisme rationnel (1875 - 1914), animada sobre todo por el grupo colinsiano de Mons y dirigida por Frédéric Bode y luego por Fernand Brouez, que fue su cauce principal, aunque también tuvo cabida en La Société nouvelle, la más duradera L'Humanité nouvelle, la bitrimestral La Question sociale a iniciativa de Octave Berger, aparecida entre 1890 y l891 en Bruselas; el semanario L'Ordre social promovida por Adolphe Seghers y con la colaboración de Raymond Broca, que duró seis meses en 1892 en París, y al fin La Régénération sociale ("boletín mensual de los socialistas racionales y de los logócratas") a iniciativa de Broca, que estuvo en París cerca de dos años en 1898 y 1899.
Entre sus seguidores pueden mencionarse Adolphe Hugentobler, Louis Joseph Antoine de Potter (1786-1859), autor de un Dictionnaire rationnel des mots les plus usités en sciences, en philosophie, en politique, en morale et en religion, avec leur signification déterminée et leur rapport aux questions d'ordre social, 1859 y su hijo Agathon de Potter. Entre los seguidores españoles del Socialismo Racional hay que contar a Ramón de la Sagra, que había convivido con Colins en La Habana, en particular entre los años 1844 y 1848 y también con Hugentobler, a quien conoció en Suiza, y Ubaldo Romero Quiñones, traductor de muchas obras y escritor el mismo de algunas.

## Ideas
Para el Socialismo racional, el orden no puede descansar más que sobre la fuerza o la razón y, si descansa sobre la fuerza, no puede mantenerse más que por la violencia sistemática y gubernamentalmente organizada. Si descansa sobre la razón, encuentra su punto de apoyo en el consentimiento voluntario y reflexivo de lodos. En el primer caso, el orden, sinónimo de injusticia y de desigualdad, es inestable, frágil, efímero; está expuesto constantemente a ser alterado por el descontento y la insurrección de la 
multitud a la cual pretende imponerse, pero si está basado sobre la razón, madre de la justicia y de la igualdad, goza de una perenne estabilidad: los cambios, las transformaciones aportadas al régimen social no hacen más que fortificar su potencia, puesto que esos progresos y mejoramientos son 
el resultado de un esfuerzo nuevo hacia algo más profundo que la razón misma.

## Nómina de socialistas racionales
- Barón de Colins (1783-1859).
- Louis de Potter (1786-1859).
- Agathon de Potter (1827-1906)
- Frédéric Bode
- Fernand Brouez
- Octave Berger
- Adolphe Seghers
- Raymond Broca
- Adolphe Hugentobler (1810-1890)
- Ramón de la Sagra (1898-1871)
- Ubaldo Romero Quiñones (1845-1914)